# 갱 (1977년 영화)
갱(Le Gang, The Gang)은 프랑스에서 제작된 자크 드레이 감독의 1977년 범죄, 드라마 영화이다. 알랭 들롱 등이 주연으로 출연하였다.
프랑스에서 1,190,355명의 입장객 수가 기록되었다.

## 출연

### 주연
- 알랭 들롱

### 조연
- 아달베르토 마리아 멀리
- 모리스 베리어
- 레이몬드 버지어즈
- 지암피에로 알베르티니
- 로라 베티
- 니콜 칼팬
- 질레트 바비어
- 도미니크 다브레이
- 로베르 달방
- 작크 세레이
- 안드레 팔콘
- 롤랜드 암스터츠
- 헨리 아탈
- 앨버트 오기에
- 로버트 클라인
- 폴 메르시
- 카를로 넬
- 프레드 스미스
- 루이즈 슈발리에

## 제작진
- 미술: 데오발드 모리스
- 의상: 자크 폰테레이